# 야사카에촌 (지바현)
야사카에촌(八栄村)은 지바현 히가시카쓰시카군에 존재했던 촌이다. 현재의 후나바시시 중서부에 해당한다.

## 역사
- 1889년 4월 1일 - 정촌제 시행에 의해 8개 촌이 합병해 야사카에촌이 성립하였다.
- 1905년 - 러일전쟁 발발로 출병, 마을 내에서 장송회를 개최하였다.
- 1937년 4월 1일 - 후나바시시가 설치에 따라 야사카에촌은 폐지되었다.

## 교통

### 철도
- 후나바시 철도: 계획만 있고 미완성
- 철도 제2연대 연습 노선(치바 - 쓰다누마 - 나카시노하라・마쓰도)

## 참고문헌
- 船橋市史編さん委員会,『船橋市史　資料編五』,1984年発行
- 神尾武則,『船橋市史研究２-船橋市における行政区域の変遷』,1987年発行
- 河口洋一,『船橋市5千一人の群像-明治から平成 まちの歩みと人』,2005年初版
- 天下井恵,『金杉の歴史』,1983年
- 船橋郷土資料館,『中世の船橋〜掘る・読む・訪ねる〜』,2002年発行
- 船橋市史談会,『ふるさとの地名(改訂版)-船橋市の地名を探る-』,2002年
- 盛松舘多田屋本店,『千葉県改正新町村名便覧』,1892年